# Звіробій
Звіробій (Hypericum L.) — рід багаторічних і однорічних трав'янистих рослин та напівкущів родини звіробійних. Рід має космополітичне поширення й містить понад 500 видів.
Звіробій в давнину вважали чудодійним через криваво-червоний сік, що виступає при надломі квітконіжки. Звіробоєм рослина називається тому, що отруйна для тварин. Латинська назва походить від слів «hypo» — «серед», «erici» — «верес».

## Морфологія

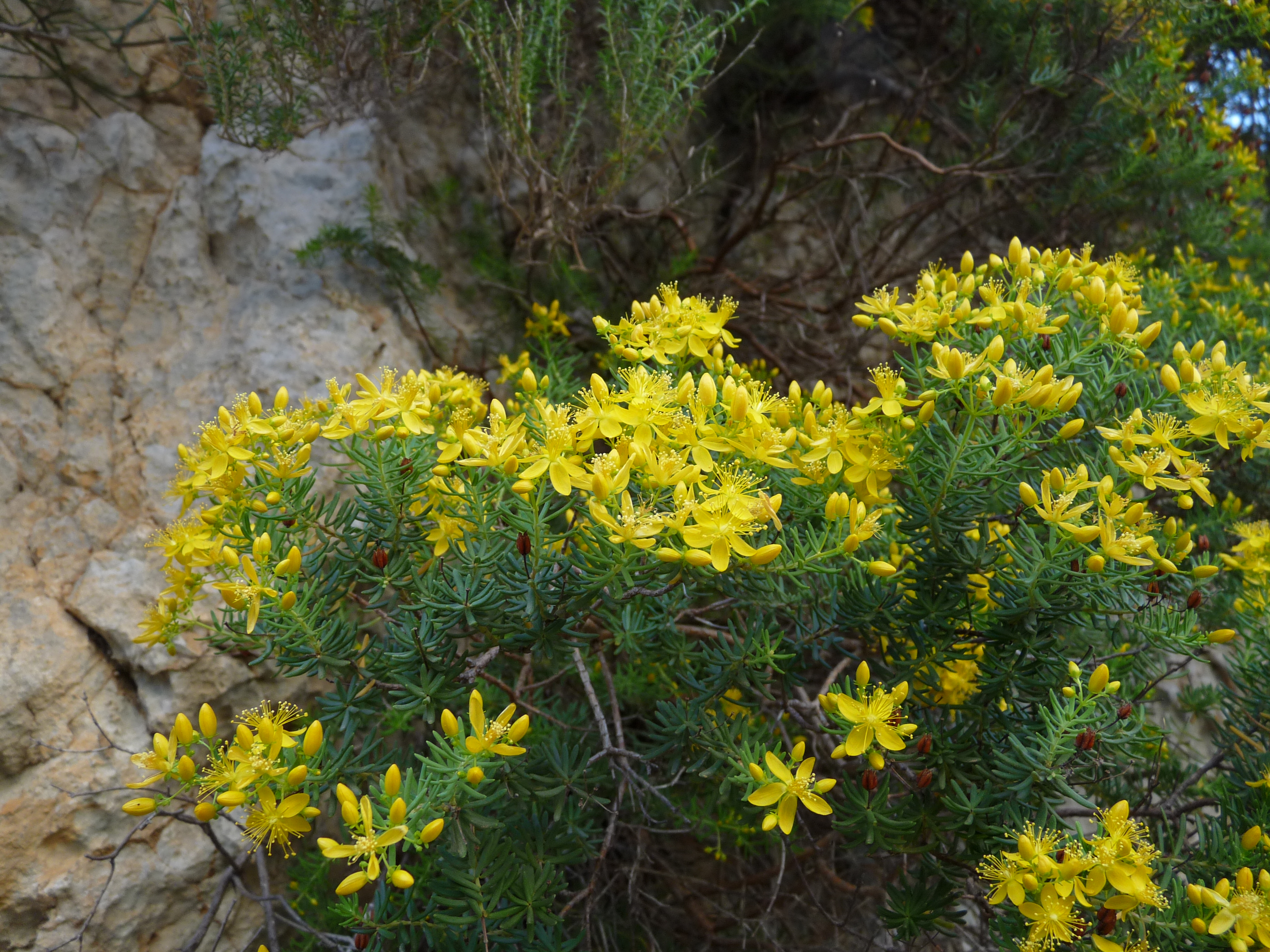
Hypericum amblycalyx

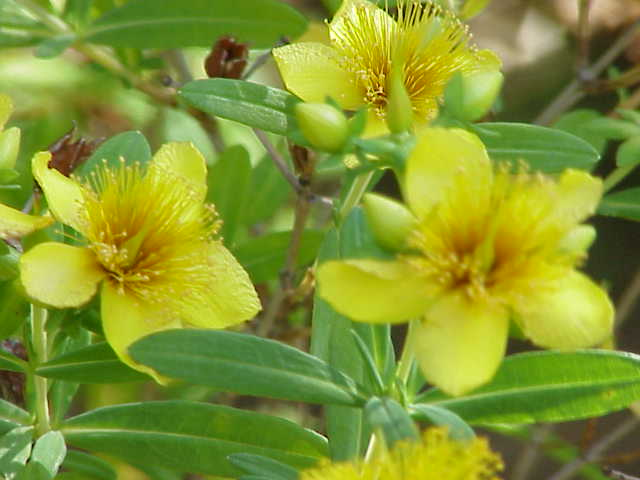
Hypericum kalmianum

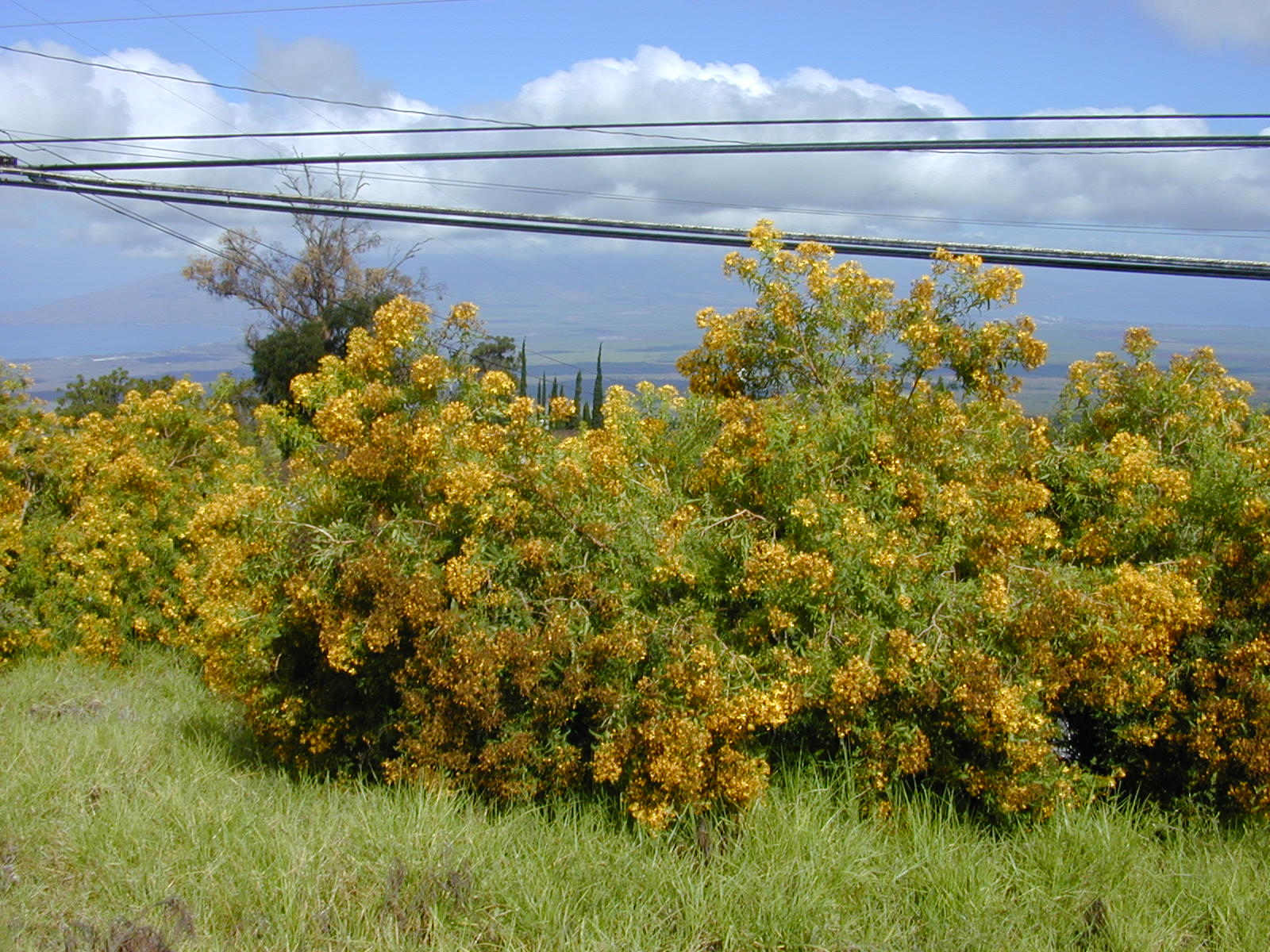
Hypericum canariense

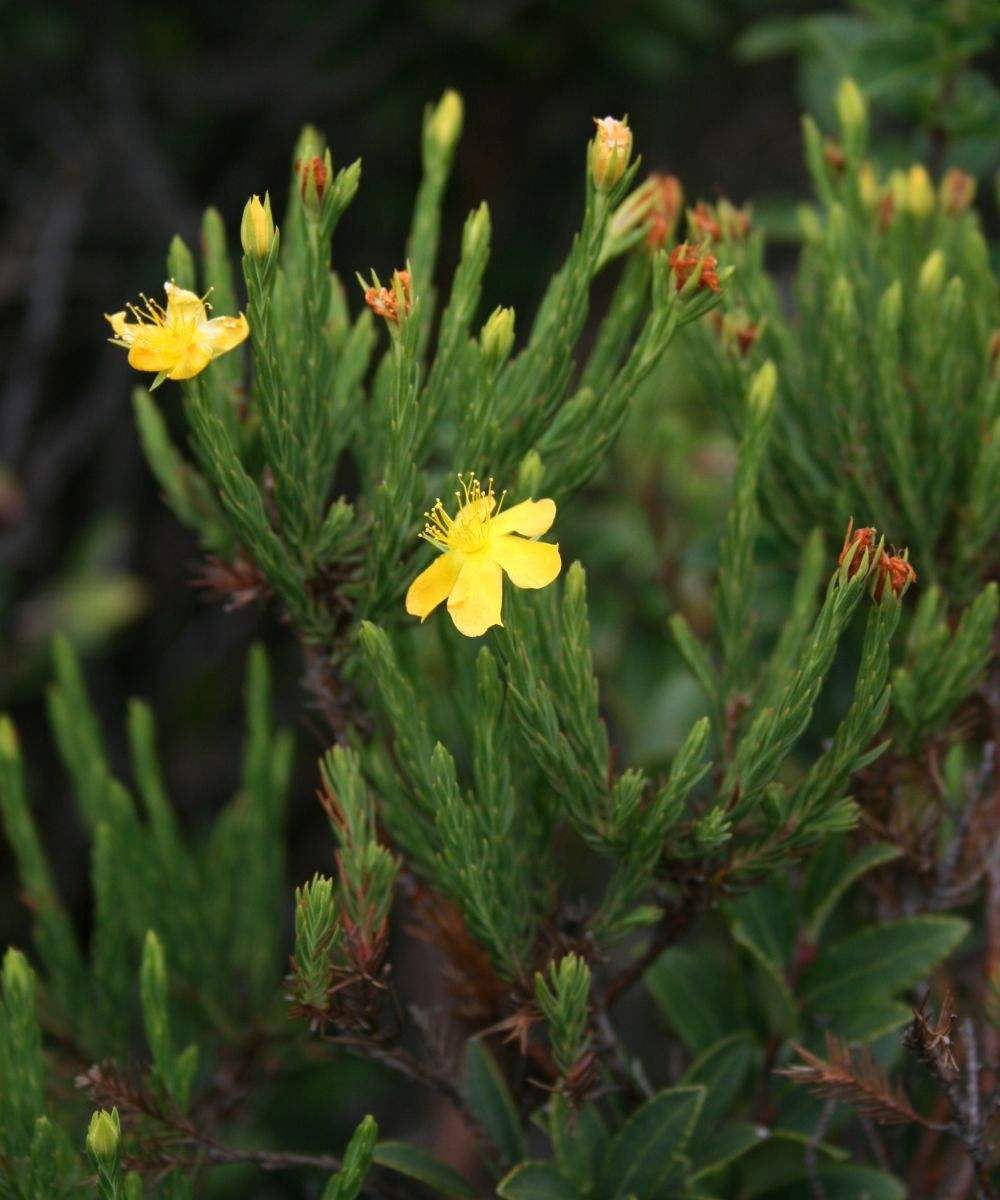
Hypericum costaricense

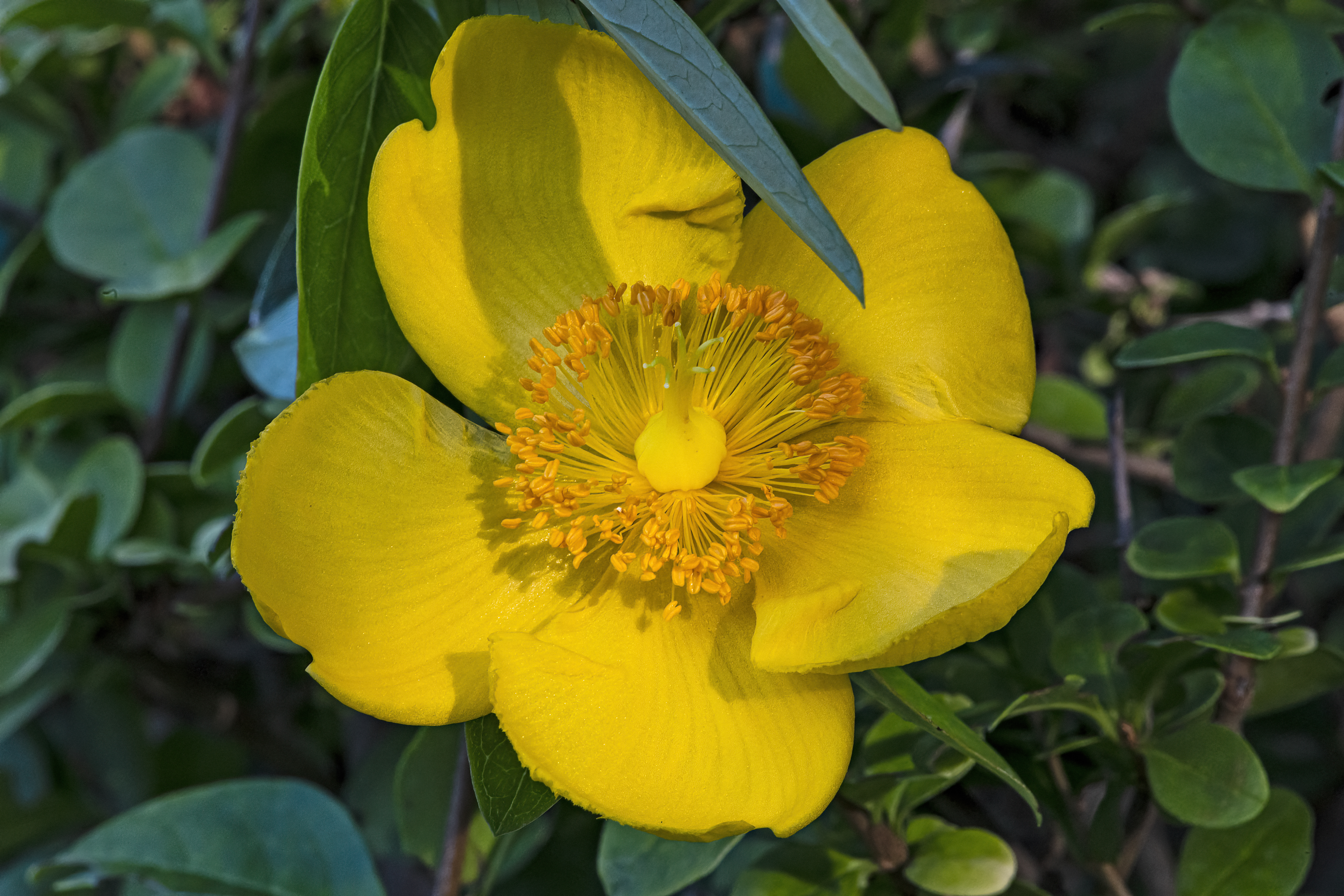
Hypericum calycinum

Кореневище тонке, розгалужене, від якого щорічно виростає кілька гладких круглих або з двома ребрами, прямостоячих голих, вгорі розгалужених, 30-60 см заввишки стебел. Листки супротивні, сидячі, з цілими краями, довгасто-овальні, тупі, з просвітчастими крапчастими залозками. Квітки жовті, правильні, двостатеві, п'ятипелюсткові, зібрані в щитоподібну волоть або нещільну китицю; пелюстки золотаво-жовті, довгасто-овальні, з чорними крапками. Плід — тригранна коробочка. Насіння поширюються птахами, вітром, дощем. Цвіте з червня по вересень.

## Поширення та екологія
Відомо приблизно 450 видів, поширених у помірних та субтропічних зонах і гірських районах тропічних країн. В Україні — 12 видів, з них найважливіші:

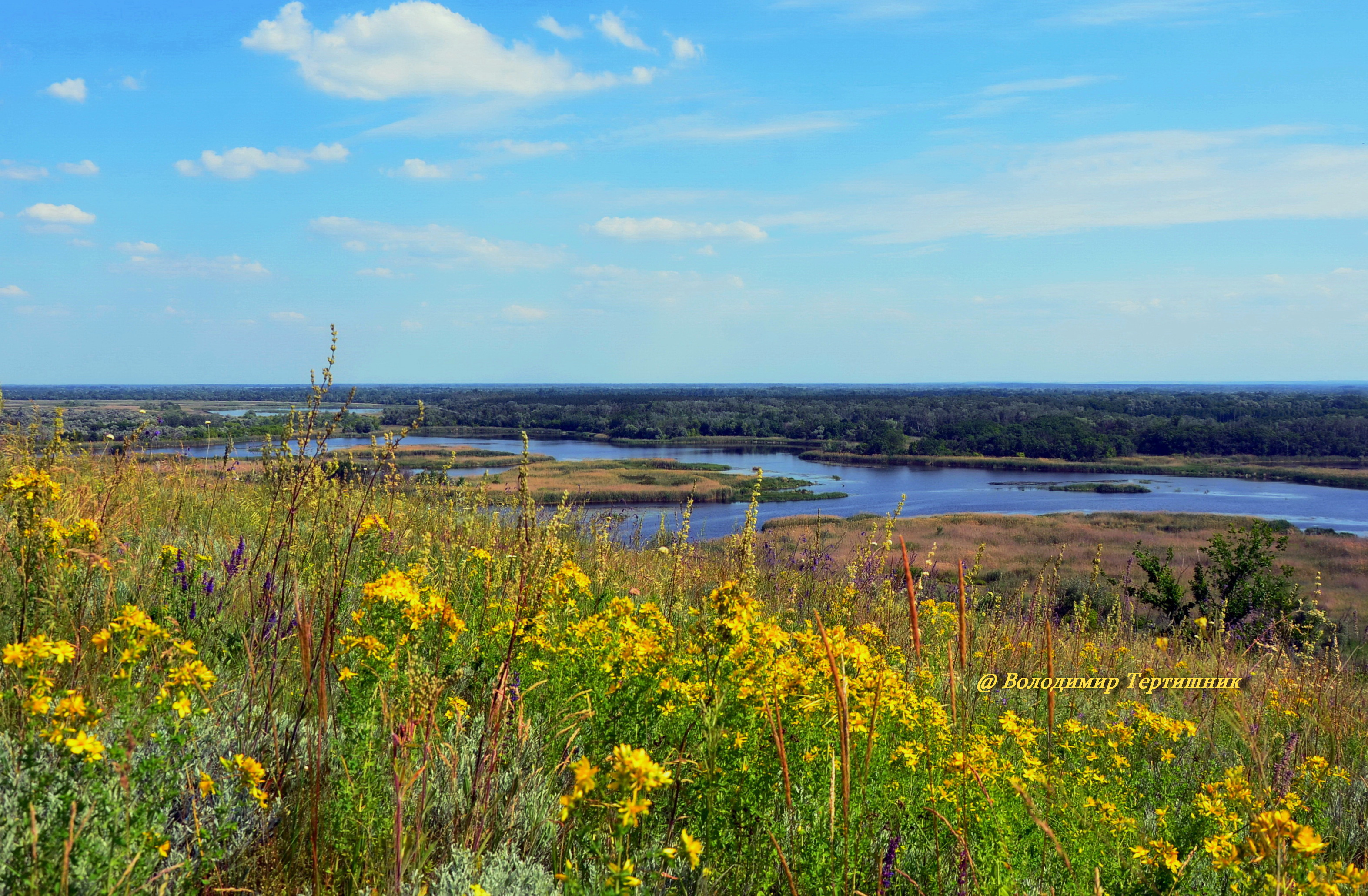
Звіробій на беразі Ворскли

- Звіробій на беразі ВорсклиЗвіробій звичайний (Hypericum perforatum) — багаторічна лікарська рослина до 100 см заввишки, з міцним кореневищем і еліптичними листками з темними крапками (залозками) на поверхні. Росте по луках, у чагарниках, лісах. Зустрічається майже скрізь в Україні, найчастіше в Лісостепу;
- Звіробій шорсткий (Hypericum hirsutum L.). Відзначається циліндричним густоопушеним стеблом і листками без чорних залозок. Росте у мішаних, частіше листяних лісах. Тіньовитривала рослина. Поширений переважно в лісостепових районах;
- Звіробій гірський (Hypericum montanum L.). Характеризується круглястим стеблом, яйцеподібно-видовженими, зісподу шорсткими листками та рідкою, овальною волоттю, з півзонтиками на довгих ніжках. Росте у мішаних і листяних лісах, на узліссях, лісових галявинах, по чагарниках. Світлолюбна рослина. Поширена на Поліссі, у північній частині Лісостепу, в Карпатах;
- Звіробій витягнутий (Hypericum elongatum Ledeb.). Має довгасті, ланцетні або широколінійні листки, з прозорими залозками. Поширений у Гірському Криму (Кримський природний заповідник). Росте в степах, на сухих кам'янистих схилах, в заростях чагарників.

Серед поширених видів в інших країнах:
- Звіробій великий (Hypericum ascyron L.). Росте у Західному та Східному Сибіру, на Далекому Сході Росії (у південних районах), у Північній Америці, Кореї, Японії та Китаї.

## Використання
Надземна частина 3віробою звичайного містить дубильні речовини, флавоноловий глікозид та гіперозид, ефірну олію, каротин, вітамін С та ін. Низка видів звіробою містить антраценпохідні сполуки - гіперицини та похідне флороглюцинолу - гіперфорин. Ці компоненти зумовлюють антидепресивну дію звіробою звичайного. На ринку України і світу є низка препаратів з такою дією, основою котрих є звіробій (Депривіт, Седатон та інші). У медицині Звіробій застосовують як в'яжучий антисептичний засіб при колітах, стоматитах та ін. Використовується також для фарбування тканин та в лікеро-горілчаному виробництві. Деякі види вирощують як декоративні.